# Lej Tschüffer
Der Lej Tschüffer ⓘ ist ein Bergsee auf Gemeindegebiet von Pontresina im Kanton Graubünden in den schweizerischen Alpen. Er liegt auf 2751 m ü. M.

## Lage und Umgebung
Der Lej Tschüffer ist der obere der zwei Seen im Val Tschüffer. Sie liegen in den Livigno-Alpen auf einem kleinen Hochplateau, eingeschlossen von den Bergen Piz dal Fain (2907 m), Piz Pischa (3136 m), Piz Sagliaint (2944 m) und Piz Tschüffer (2917 m) sowie von den Pässen Fuorcla Tschüffer (2832 m) im Westen und Fuorcla Prünella (2825 m) im Norden.
Das Wasser fliesst gegen Süden und fällt über Tschüffer im Val Tschüffer hinunter. Anschliessend fliesst das Wasser in die Ova da la Val da Fain, die von La Stretta kommend das Val da Fain entwässert, und dann als Ova da Bernina durch die Val Bernina bis nach Samedan, wo es in den Inn fliesst.

## Zugänge

### Von Bernina Suot
- Ausgangspunkt: Bernina Suot (2045 m)
- Via: Alp Bernina, Val Tschüffer
- Schwierigkeit: BG
- Zeitaufwand: 3 ¼ Stunden

### Von Pontresina
- Ausgangspunkt: Pontresina (1805 m) oder Alp Languard (2327 m)
- Via: Plaun da l’Esen, Fuorcla Pischa (2835 m), Lej da Pischa (2770 m), Fuorcla Tschüffer (2832 m)
- Schwierigkeit: EB, als Wanderweg weiss-rot-weiss markiert
- Zeitaufwand: 5 ¼ Stunden von Pontresina oder 3 ¾ Stunden von Alp Languard

### Von La Punt Chamues-ch
- Ausgangspunkt: La Punt Chamues-ch (1708 m)
- Via: Val Chamuera, Alp Prünella, Fuorcla Prünella (2825 m)
- Schwierigkeit: BG, als Wanderweg weiss-rot-weiss markiert
- Zeitaufwand: 5 ¾ Stunden